# Alegre dos Santos
Alegre dos Santos (* um 1940) ist ein portugiesischer Badmintonspieler.

## Karriere
Alegre dos Santos wurde 1962 erstmals nationaler Meister in Portugal, wobei er sowohl im Herreneinzel als auch im Herrendoppel erfolgreich war. Weitere Titelgewinne folgten 1963, 1964, 1966 und 1969. Bei den Portugal International 1967 belegte er Rang zwei im Doppel.

## Sportliche Erfolge
| Saison | Veranstaltung                   | Disziplin    | Platz | Name                           |
| ------ | ------------------------------- | ------------ | ----- | ------------------------------ |
| 1962   | Portugal: Einzelmeisterschaften | Herreneinzel | 1     | Alegre Santos                  |
| 1962   | Portugal: Einzelmeisterschaften | Herrendoppel | 1     | Ramiro Correia / Alegre Santos |
| 1963   | Portugal: Einzelmeisterschaften | Herreneinzel | 1     | Alegre Santos                  |
| 1964   | Portugal: Einzelmeisterschaften | Mixed        | 1     | Alegre Santos / Isabel Rocha   |
| 1964   | Portugal: Einzelmeisterschaften | Herreneinzel | 1     | Alegre Santos                  |
| 1966   | Portugal: Einzelmeisterschaften | Mixed        | 1     | Alegre Santos / Isabel Rocha   |
| 1966   | Portugal: Einzelmeisterschaften | Herreneinzel | 1     | Alegre Santos                  |
| 1969   | Portugal: Einzelmeisterschaften | Herrendoppel | 1     | Alegre dos Santos / Monge Dias |